# Ohmstal
Ohmstal est une localité et une ancienne commune suisse du canton de Lucerne, située dans l'arrondissement électoral de Willisau. 

## Histoire
La commune a été annexée le 1er janvier 2013 par la commune de Schötz.